# Salvador Jovellanos
Salvador Silvestre del Rosario Jovellanos Guanes  (ur. 31 grudnia 1833 w Asunción, zm. 11 lutego 1881 w Buenos Aires) – paragwajski polityk, prezydent Paragwaju od 18 grudnia 1871 do 25 listopada 1874 oraz wiceprezydent Paragwaju od 7 stycznia 1871 do 18 grudnia 1871.